# Хабахпашев, Артемий Александрович
Артемий Александрович Хабахпа́шев (3 июня 1902, Краснодарский край — 6 марта 1987, Москва) — советский инженер, государственный деятель.

## Биография
В 1920—1930-х годах работал на заводе «Электросталь»: инженер ЦЗЛ, начальник лаборатории испытания материалов, директор ЦЗЛ.
С 1939 года зам. начальника 3-го ГУ, с 1940 года главный инженер Главспецмаша Наркомата судостроительной промышленности СССР.
С 1943 года начальник 3-го ГУ Наркомата танковой промышленности (курировал бронекорпусное производство).
В последующем — заместитель министра судостроительной промышленности СССР.
В 1971 г. вышел на пенсию.
Умер 6 марта 1987 году. Похоронен в Москве в закрытом колумбарии Ваганьковского кладбища.

## Награды и премии
- Сталинская премия II степени (14 марта 1941) — за изобретение стали марки ЭИ-75, марки ЭИ-262, марки ЭИ-184
- Сталинская премия II степени (1951) — за коренное усовершенствование методов постройки судов